# Vibrante simple lateral palatal
La Vibrante simple lateral Palatal sonora es un raro sonido consonántico , que se usa en algunos idiomas hablados. No hay ningún símbolo dedicado en el Alfabeto Fonético Internacional que represente este sonido. Sin embargo, se puede usar el símbolo para una aproximante lateral palatal con un breve que denota extracorto ⟨ ʎ̮ ⟩. O también puede ser representado con ʎ̆.

## Características
Las características de la vibrante simple lateral palatal sonora son las siguientes:
•Su forma de articulación es vibrante simple, lo que significa que se produce con una sola contracción de los músculos, de forma que un articulador (normalmente la lengua) se lanza contra otro.
•Su lugar de articulación es palatal, lo que significa que se articula con la parte media o posterior de la lengua levantada hacia el paladar duro.
•Su fonación es sonora, lo que significa que las cuerdas vocales vibran durante la articulación.
•Es una consonante oral, lo que significa que el aire solo puede escapar por la boca.
•Es una consonante lateral, lo que significa que se produce al dirigir la corriente de aire sobre los lados de la lengua, en lugar de hacia el medio.
•El mecanismo de la corriente de aire es pulmonar, lo que significa que se articula empujando el aire únicamente con los músculos intercostales y el diafragma, como en la mayoría de los sonidos.

## Aparece en
En las lenguas iwaidja e ilgar de Australia tienen una vibrante simple lateral palatal, así como vibrantes simples laterales alveolares y retroflejos. Sin embargo, no se ha demostrado que la Vibrante simple lateral palatal sonora sea fonémica;  en cambio, puede ser una secuencia subyacente / ɺj /.
| idioma | AFI       | significado | Notas                            |
| ------ | --------- | ----------- | -------------------------------- |
| Ilgar  | [miʎ̆arɡu] | Mildyagru   | Probablemente Alofono de la /ɺj/ |